# A PFG 2006-2007
Sezonul 2006-07 al A PFG a fost al 83 lea sezon din campionatul Bulgariei.

## Clasament final
| Legendă culori clasament                   |
| Campion și loc de UEFA Champions League    |
| Calificata pentru Cupa UEFA                |
| Calificate pentru Cupa UEFA Intertoto      |
| Retrogradate în B PFG la finalul sezonului |

| Poziția | Club              | Jucate | Câștigate | Egal | Pierdute | Goluri pentru | Goluri împotrivă | Puncte | Goluri diferență | Europa                                     |
| ------- | ----------------- | ------ | --------- | ---- | -------- | ------------- | ---------------- | ------ | ---------------- | ------------------------------------------ |
| 1       | Levski            | 30     | 24        | 5    | 1        | 96            | 13               | 77     | +83              | Champions League Runda a IIa de calificare |
| 2       | CSKA              | 30     | 23        | 3    | 4        | 68            | 13               | 72     | +55              | Cupa UEFA Runda a IIa                      |
| 3       | Lokomotiv Sofia   | 30     | 23        | 3    | 4        | 70            | 28               | 72     | +42              | Cupa UEFA Runda a IIa                      |
| 4       | Litex             | 30     | 19        | 5    | 6        | 65            | 29               | 62     | +36              | Cupa UEFA Prima Rundă                      |
| 5       | Slavia            | 30     | 14        | 7    | 9        | 47            | 35               | 49     | +12              |                                            |
| 6       | Cherno More       | 30     | 14        | 5    | 11       | 37            | 29               | 47     | +8               | Cupa UEFA Intertoto Runda a IIa            |
| 7       | Lokomotiv Plovdiv | 30     | 13        | 4    | 13       | 47            | 43               | 43     | +4               |                                            |
| 8       | Belasitsa         | 30     | 11        | 5    | 14       | 38            | 43               | 38     | -5               |                                            |
| 9       | Botev Plovdiv     | 30     | 11        | 4    | 15       | 41            | 45               | 37     | -4               |                                            |
| 10      | Vihren            | 30     | 11        | 4    | 15       | 27            | 39               | 37     | -12              |                                            |
| 11      | Beroe             | 30     | 10        | 6    | 14       | 34            | 33               | 36     | +1               |                                            |
| 12      | Marek             | 30     | 9         | 7    | 14       | 39            | 60               | 34     | -21              |                                            |
| 13      | Spartak Varna     | 30     | 10        | 3    | 17       | 27            | 51               | 33     | -24              |                                            |
| 14      | Rilski sportist   | 30     | 10        | 0    | 20       | 31            | 53               | 30     | -22              | Retrogradată în B PFG                      |
| 15      | Rodopa            | 30     | 5         | 4    | 21       | 22            | 52               | 19     | -30              | Retrogradată în B PFG                      |
| 16      | Chernomorets Sf   | 30     | 0         | 1    | 29       | 8             | 131              | -2     | -123             | Retrogradată în B PFG                      |